# Hans Henkemans
Johannes (Hans) Henkemans (Den Haag, 23 december 1913 - Nieuwegein, 29 december 1995) was een Nederlands pianist, componist, muziekpedagoog en psychiater.

## Levensloop
Hij was zoon van architect Andries Henkemans en Wilhelmina Louisa de Ridder. Hij studeerde van 1926 tot 1931 muziek in de vakken piano en compositie bij Bernhard van den Sigtenhorst Meyer en van 1933 tot 1938 bij Willem Pijper. Ook studeerde hij vanaf 1931 geneeskunde aan de Universiteit Utrecht.

### Psychiatrie
In 1981 promoveerde Henkemans in de psychiatrie op het proefschrift Aspecten van de sublimatie, haar stoornissen en de therapie hiervan. Op basis van de ervaringen die hij had opgedaan in zijn praktijk als psychiater – en dan voornamelijk met musici – heeft hij het creatieve proces geanalyseerd. Elk Ik, zo stelt Henkemans, wordt tijdens de groei naar volwassenheid gefrustreerd. Die frustratie kan leiden tot een vorm van sublimatie in het kunstwerk, "een - tot het voordeel van het individu - geslaagde vorm van afweer, waarbij de, doorgaans uit de vroegste kinderjaren stammende, driften omgevormd worden tot handelingen, die qua inhoud weliswaar een aanzienlijke wijziging hebben ondergaan, doch waarvan de begeleidende emoties onveranderd zijn gebleven." De sublimatie levert via een instinctief-creatief proces een kunstwerk op. Is de sublimatie echter gebaseerd op identificatie (dat wil zeggen: imitatie van een ander), dan verloopt het persoonlijke afrekenen met de impuls niet optimaal en kan een neurose of neurotisch gedrag (bijvoorbeeld agressie) het gevolg zijn.

### Pianist en componist

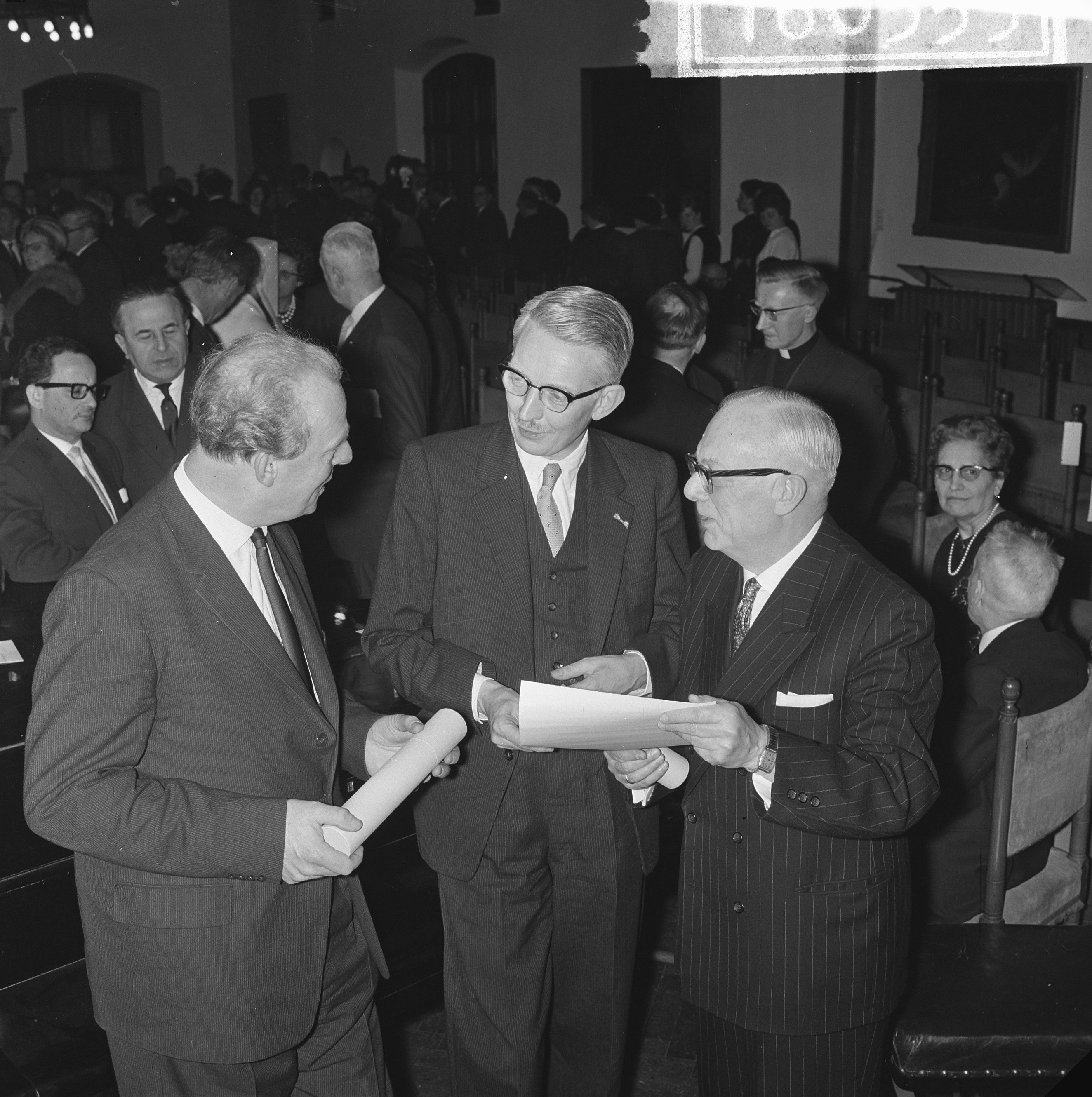
1964: Henkemans (m) in de Rolzaal op het Haagse Binnenhof bij de uitreiking van de Neerlandiaprijs. Naast hem zijn vakgenoot Gerard Hengeveld (l) en Frans Koote (1898-1978), redacteur van Neerlandia.

Vrij snel na de oorlog staakte hij zijn activiteiten als arts, om zich geheel aan de muziek te wijden. Op 2 december 1945 debuteerde hij als pianist in het Koninklijk Concertgebouw te Amsterdam met zijn eigen werk Passacaglia en gigue voor piano en orkest onder dirigent Eduard van Beinum. Na dit eerste optreden volgde een meer dan 20 jaar durende loopbaan als concertpianist (hij was onder meer 59 maal solist in het Concertgebouw) met uitvoeringen in binnen‑ en buitenland. Hij speelde alle 27 pianoconcerten van Mozart voor de radio. Daarnaast nam hij het complete piano-oeuvre van Claude Debussy op. Behalve in deze 'specialismen' (Debussy en Mozart) werd hij ook gewaardeerd als vertolker van werken van o.a. Ludwig van Beethoven en Maurice Ravel. Hij trad met regelmaat op in talrijke Europese steden als recitalist en als solist bij vele bekende orkesten. Ook was hij een graag geziene gast op de festivals van o.a. Salzburg en Edinburgh. Tijdens de Salzburger Festspiele speelde hij wederom Passacaglia en gigue met het Concertgebouworkest maar nu onder leiding van Eugen Jochum (12 augustus 1958).
In de jaren 60 was hij docent voor compositie en instrumentatie aan het Noord-Nederlands Conservatorium te Groningen en aan het Muzieklyceum te Amsterdam gaf hij pianolessen. In 1969 - nadat hij meer dan 20 grammofoonplaten had opgenomen - na de Aktie Notenkraker was hij niet meer welkom in het Concertgebouw en verliet hij mede vanwege gezondheidsproblemen als pianist het concertpodium en legde zich toe op de psychiatrie, maar hij bleef daarnaast componeren.
In 1963 werd Henkemans door de Stichting Kunstenaarsverzet 1942-1945 gelauwerd met de Prijs van de Stichting Kunstenaarsverzet. Hij kreeg destijds ook de opdracht tot het leveren van een nieuw werk van diezelfde stichting. Het jaar daarop volgend ontving Henkemans de Neerlandiaprijs voor zijn werk “Sonata voor piano forte”.
Als componist werd hij beïnvloed door Claude Debussy, Maurice Ravel en Willem Pijper. Tot zijn bekendere composities mogen zijn concerten voor viool, altviool en harp worden gerekend, evenals zijn partita voor orkest. Het Concertgebouworkest had meer dan negentig keer een werk van hem op de lessenaar tussen 1938 en 1977. Tegenwoordig wordt zijn werk echter nog maar vrij weinig uitgevoerd. Een aantal van zijn composities is opgenomen.
In 2021 verscheen de televisiedocumentaire “Weggewist”, over Hans Henkemans en zijn werk, gemaakt door producent Joost Schrikckx en regisseur Harro Henkemans, een familielid van de componist.
In 2022 kwam Henkemans werk wederom in de belangstelling, toen op initiatief van dirigent en pianist Ed Spanjaard een aantal van diens niet eerder uitgevoerd composities werden opgenomen, waaronder Quatre Mains (1928) door Arthur en Lucas Jussen en Andante con moto uit 1939, gespeeld door pianist Mattias Spee (*1997).

## Publicaties
- Daar zit je dan..., Den Haag: B. Bakker, Daamen; Antwerpen: De Sikkel 1961. 125 p.